# آری‌آکه، توکیو

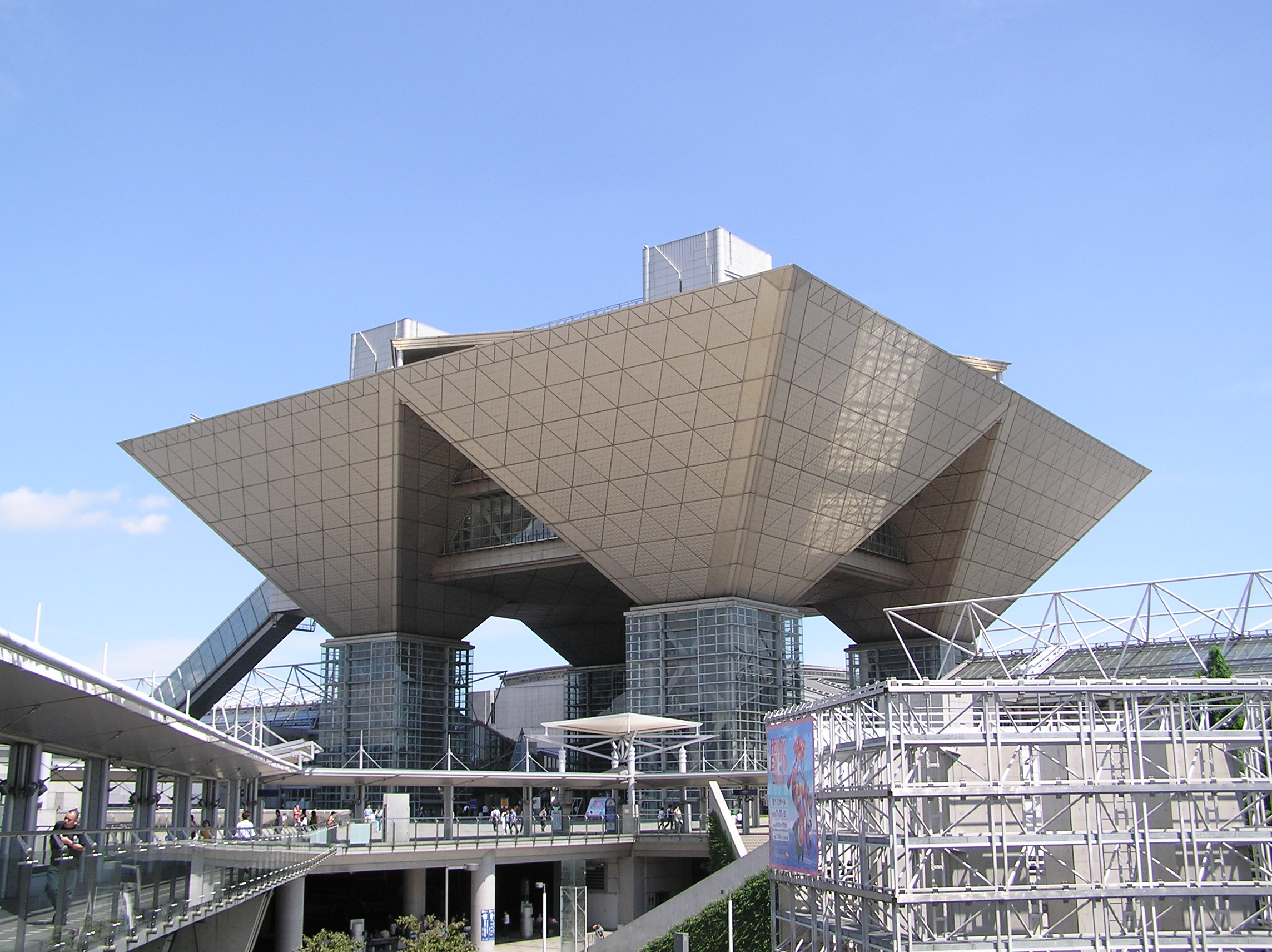
نمایشگاه بین‌المللی توکیو

آری‌آکه، توکیو (به ژاپنی: 有明 Ariake)، ناحیه‌ای در کوتو-کو، توکیو، ژاپن است. این منطقه بیشتر به عنوان منطقه مجاور و مستقیماً در شرق اودایبا شناخته می‌شود.
آری‌آکه به چهار چومه تقسیم می‌شود و بخشی از خلیج توکیو محل دفن زباله شماره ۱۰ و مرکز شهر ماهواره ای توکیو رینکای را شامل می‌شود. تا آوریل ۲۰۱۲ جمعیت آن ۶۱۴۵ نفر بوده است.
آری‌آکه در سطح بین‌المللی به عنوان محل مرکز نمایشگاه بین‌المللی نمایشگاه بین‌المللی توکیو شناخته شده است. سایر امکانات مهم واقع در آری‌آکه عبارتند از پارک جنگلی تنیس آری‌آکه ("Ariake Tenisu no Mori Kōen")، آریاکه کولوسئوم، مرکز ورزشی آری‌آکه، ماس‌میوچوال، دانشگاه پزشکی و بهداشت آریاک توکیو. علوم، بنیاد ژاپنی برای تحقیقات سرطان و دفتر مرکزی یونیورسال اینترتینمنت. آری‌آکه مرکز حمل و نقل در صنعت کاغذ و خمیرکاغذ است.